# Vinko Bogataj
Vinko Bogataj, slovenski smučarski skakalec in slikar, * 4. marec 1948, Brezovica.
Bogataj je leta 1962 postal član mladinske reprezentance v smučarskih skokih in leta 1964 osvojil naslov mladinskega državnega prvaka. Med letoma 1966 in 1975 je bil član članske državne reprezentance. 21. marca 1970 je nastopal na tekmi v smučarskih poletih na letalnici Heini Klopfer v Oberstdorfu. Med vožnjo po naletu je izgubil ravnotežje in pri hitrosti 100 km/h padel preko zaletne mize, pri čimer je utrpel zlom gležnja in lažji pretres možganov. Padec je posnela ameriška snemalna ekipa ABC za tedensko športno televizijsko oddajo Wide World of Sports in ga uvrstila v uvodno špico. Zaradi tega je zaslovel v ZDA in bil leta 1981 med povabljenci na gala prireditvi ob 20-letnici oddaje, kjer ga je Muhammad Ali prosil za avtogram. V letih 1979 in 1980 je deloval kot trener v Smučarskem klubu Stol Žirovnica, kjer je bil med njegovimi varovanci tudi Franci Petek. Po končani karieri se je bolj posvetil slikarstvu, za katerega je prejel več nagrad v Evropi in ZDA.